# Rosana Simón
Rosana Simón Álamo (La Palma, 11 de julio de 1989) es una deportista española que compitió en taekwondo en la categoría de +73 kg. 
Se proclamó campeona del mundo en el Mundial de 2009 y tercera en el Mundial de 2011. Ha ganado cinco medallas en el Campeonato Europeo de Taekwondo: oro en 2010, plata en 2012 y bronce en 2006, 2014 y 2016.
Participó en los Juegos Olímpicos de Pekín 2008, perdiendo su primer combate ante la sueca Karolina Kedzierska.

## Palmarés internacional
| Campeonato Mundial | Campeonato Mundial       | Campeonato Mundial | Campeonato Mundial |
| Año                | Lugar                    | Medalla            | Categoría          |
| ------------------ | ------------------------ | ------------------ | ------------------ |
| 2009               | Copenhague (Dinamarca)   | Medalla de oro     | +73 kg             |
| 2011               | Gyeongju (Corea del Sur) | Medalla de bronce  | +73 kg             |
| Campeonato Europeo |                          |                    |                    |
| Año                | Lugar                    | Medalla            | Categoría          |
| 2006               | Bonn (Alemania)          | Medalla de bronce  | +72 kg             |
| 2010               | San Petersburgo (Rusia)  | Medalla de oro     | +73 kg             |
| 2012               | Mánchester (Reino Unido) | Medalla de plata   | +73 kg             |
| 2014               | Bakú (Azerbaiyán)        | Medalla de bronce  | +73 kg             |
| 2016               | Montreux (Suiza)         | Medalla de bronce  | +73 kg             |